# Chasteunòu d'Ausa
Chasteunòu d'Auza grafia incorrecte (en francès Châteauneuf-d'Oze) és un municipi francès situat al departament dels Alts Alps i a la regió de Provença – Alps – Costa Blava.

## Demografia
| 1831                                       | 1962 | 1968 | 1975 | 1982 | 1990 | 1999 | 2006 | 2016 |
| ------------------------------------------ | ---- | ---- | ---- | ---- | ---- | ---- | ---- | ---- |
| 150                                        | 44   | 28   | 18   | 26   | 24   | 14   | 27   | 28   |
| Des de 1962: població sense dobles comptes |      |      |      |      |      |      |      |      |

## Administració
| Període   | Identitat          | Partit |
| --------- | ------------------ | ------ |
| 2001-2008 | Michel Garcin      |        |
| 2008-     | Monique Barthélemy |        |